# 花と雨
『花と雨』（はなとあめ）は、2006年12月23日にリリースされた日本のヒップホップMCであるSEEDAのアルバム。
全楽曲のプロデュースをBACHLOGICが担当。このアルバムを経てやっと音楽で飯を食えるようになったと後にSEEDAは振り返っている。
2020年1月17日、アナログレコード盤を発売した。2020年2月には16FLIPが『花と雨』を全曲リミックスした16FLIP vs SEEDA名義による『Roots & Buds』を配信している。

## ミュージック・ビデオ
2020年1月16日、Spikey Johnがディレクションを担当した「花と雨」のミュージック・ビデオが公開された。

## 収録曲
| #   | タイトル                                           | 作詞                  | 作曲                | 編曲 | 時間 |
| --- | -------------------------------------------------- | --------------------- | ------------------- | ---- | ---- |
| 1.  | 「ADRENALIN」                                      | SEEDA                 | B.L. aka Bach Logic |      | 2:44 |
| 2.  | 「TOKYO」                                          | SEEDA                 | B.L. aka Bach Logic |      | 4:00 |
| 3.  | 「ILL WHEELS feat.BES」                            | SEEDA, BES            | B.L. aka Bach Logic |      | 2:53 |
| 4.  | 「SKiT」                                           |                       | B.L. aka Bach Logic |      | 0:21 |
| 5.  | 「不定職者」                                       | SEEDA                 | B.L. aka Bach Logic |      | 2:45 |
| 6.  | 「Sai Bai Men feat.OKI (GEEK)」                    | SEEDA, OKI            | B.L. aka Bach Logic |      | 3:36 |
| 7.  | 「WE DON'T CARE feat.GANGSTA TAKA」                | SEEDA, GANGSTA TAKA   | B.L. aka Bach Logic |      | 3:40 |
| 8.  | 「JUST ANOTHER DAY」                               | SEEDA                 | B.L. aka Bach Logic |      | 3:53 |
| 9.  | 「GAME」                                           | SEEDA                 | B.L. aka Bach Logic |      | 3:08 |
| 10. | 「ガキのタワ言 feat.K-NERO (SDJ), STICKY (SCARS)」 | SEEDA, K-NERO, STICKY | B.L. aka Bach Logic |      | 3:34 |
| 11. | 「DAYDREAMING」                                    | SEEDA                 | B.L. aka Bach Logic |      | 3:19 |
| 12. | 「LIVE and LEARN」                                 | SEEDA                 | B.L. aka Bach Logic |      | 4:26 |
| 13. | 「花と雨」                                         | SEEDA                 | B.L. aka Bach Logic |      | 7:31 |

## チャート
| チャート（2020年）                           | 最高 順位 |
| -------------------------------------------- | --------- |
| オリコン週間 アルバムランキング （オリコン） | 264       |

## 映画
2020年1月17日、花と雨を原案とした同名映画『花と雨』が公開された。主演はオーディションを勝ち抜いた笠松将。笠松にとって本作が初の主演映画となる。監督は長編商業映画デビュー作となった土屋貴史。SEEDAがこの映画の音楽プロデュースを手掛けており、ラッパーの仙人掌が演技とラップ指導を担当している。PG-12指定。
第32回東京国際映画祭の日本映画スプラッシュ部門に出品された。

### キャスト
- 吉田：笠松将…主人公
- 麻里：大西礼芳
- 岡本智礼
- 中村織央
- 光根恭平
- 花沢将人
- MAX
- サンディー海
- 木村圭作
- 紗羅マリー
- 西原誠吾
- 飯田基祐
- つみきみほ
- 松尾貴史
- 高岡蒼佑

### スタッフ
- 監督：土屋貴史
- 原案：SEEDA、吉田理美
- 脚本：堀江貴大、土屋貴史
- 音楽プロデューサー：SEEDA、CALUMECS
- 製作：藤田晋、中祖眞一郎
- エグゼクティブプロデューサー：藤田晋、SEEDA
- プロデューサー：松竹奈央、平賀大介
- 制作プロダクション：P.I.C.S.
- 配給：ファントム・フィルム

### 逸話
SEEDAはディプロマッツや50セントの影響で、（ラッパーが）映画を制作するというのが自身のキャリアにおける夢の一つであったといい、本作の制作が決まる何年も前から『花と雨』の映画化をしたかったという。制作費用がなかったことや、周りに理想のクリエイターがいなかったこともあり実現していなかったが、監督の土屋の作品に出会ったのがきっかけで、具現化していくこととなった。
主演を務めた笠松、監督の土屋は本作撮影前から既にSEEDAのアルバム『花と雨』を知っており、昔から聴いていたという。興味がないラッパーの映画のオーディションだったら受けていなかったと笠松は語っている。笠松はビジュアルの部分など吉田というキャラクターに必要な要素が足りなかったとオーディション前に分析し、元々は主役ではないオーディションを受けていたという。